# Ocho Rios

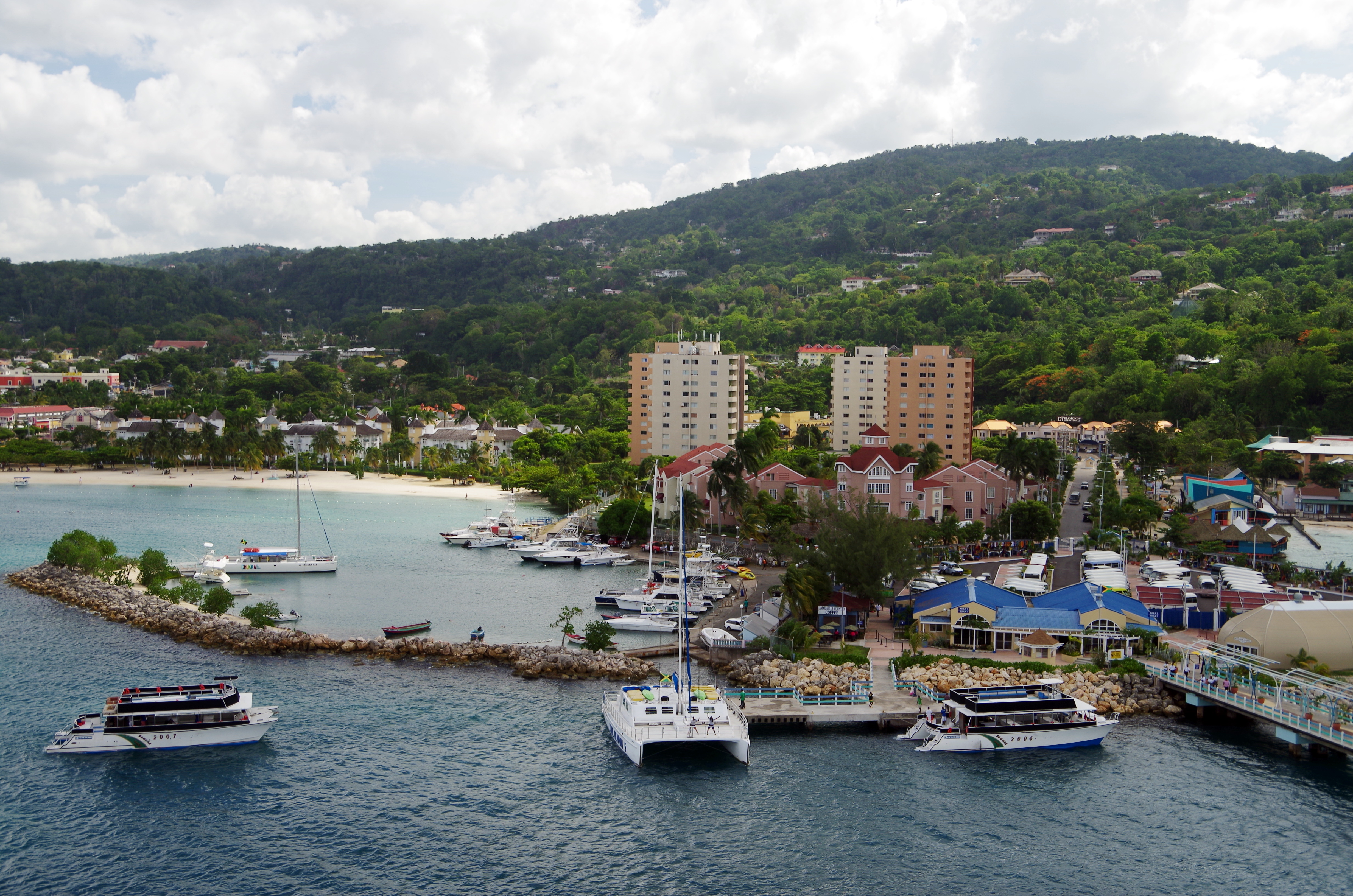
Uma vista de Ocho Rios.

Ocho Ríos é uma cidade da Jamaica na paróquia de Saint Ann, no litoral norte do país. Segundo o censo de 2011, possuía 16 671 habitantes.
Foi, antigamente, um vilarejo de pescadores, sendo atualmento um dos principais destinos turísticos do país.
O nome "Ocho Rios", versão em língua espanhola para Oito Rios não condiz com a geografia da cidade, visto não haver oito rios.